# Libellula deplanata
Libellula deplanata är en trollsländeart som beskrevs av Jules Pièrre Rambur 1842. Libellula deplanata ingår i släktet Libellula och familjen segeltrollsländor. Inga underarter finns listade i Catalogue of Life.

## Bildgalleri

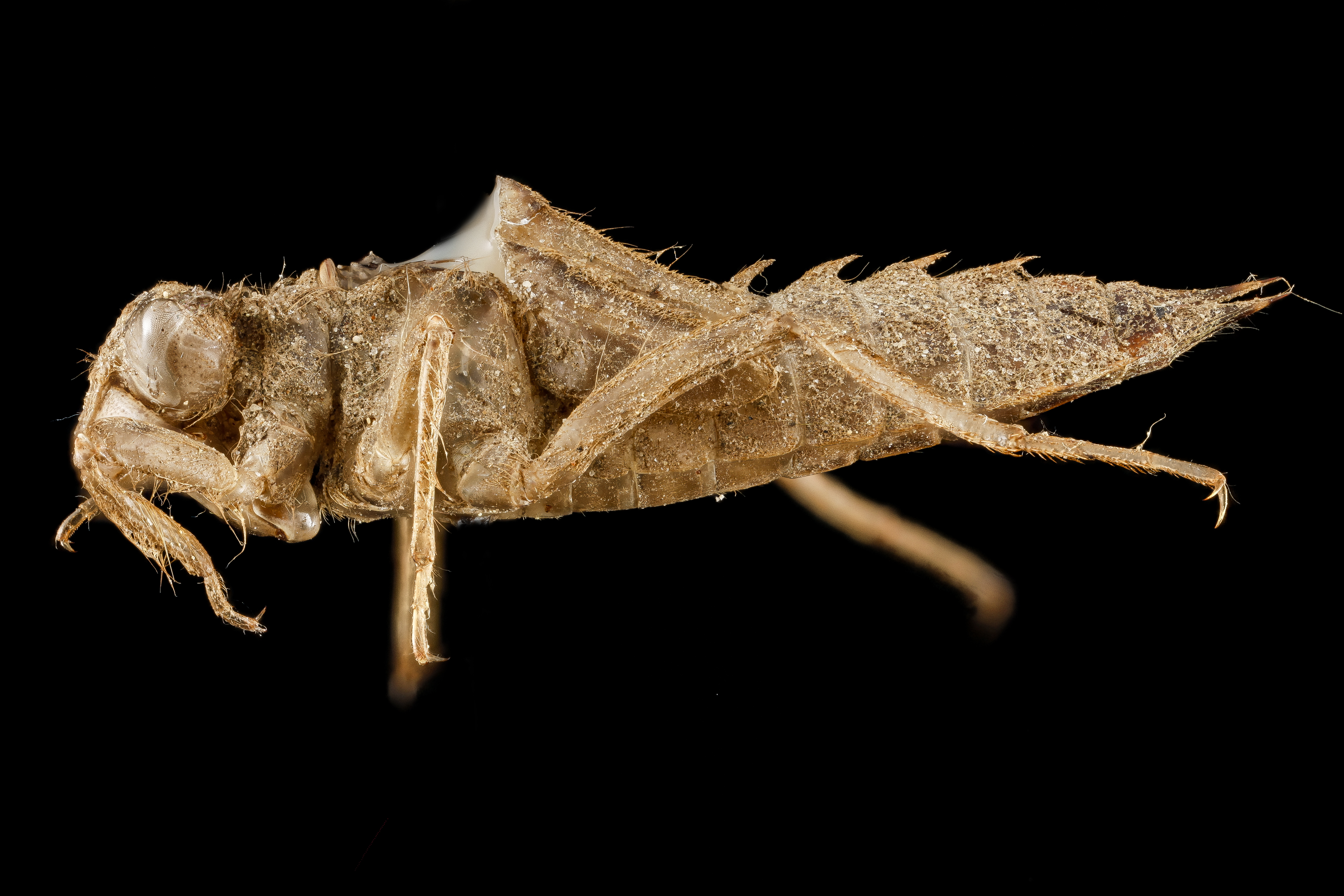
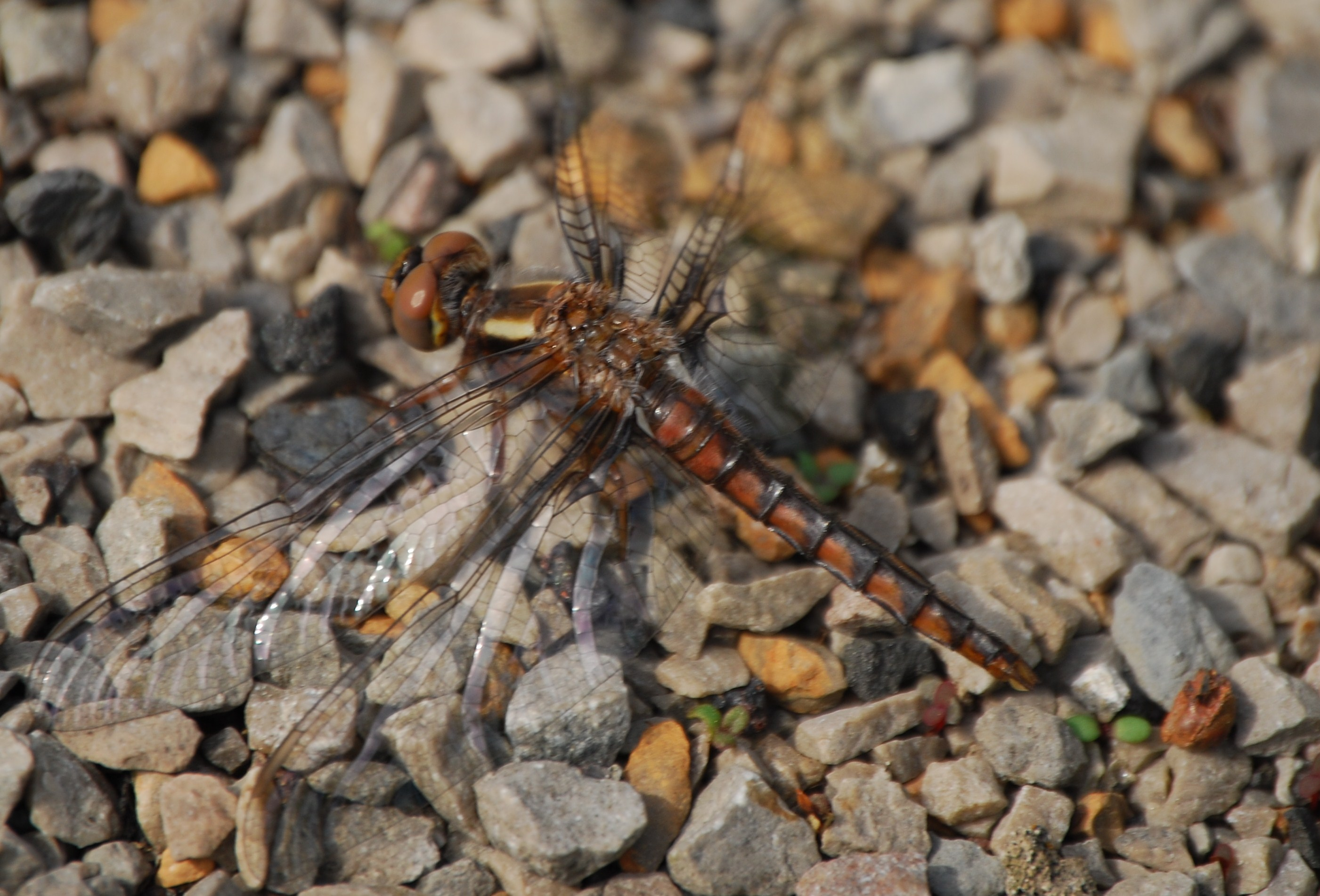
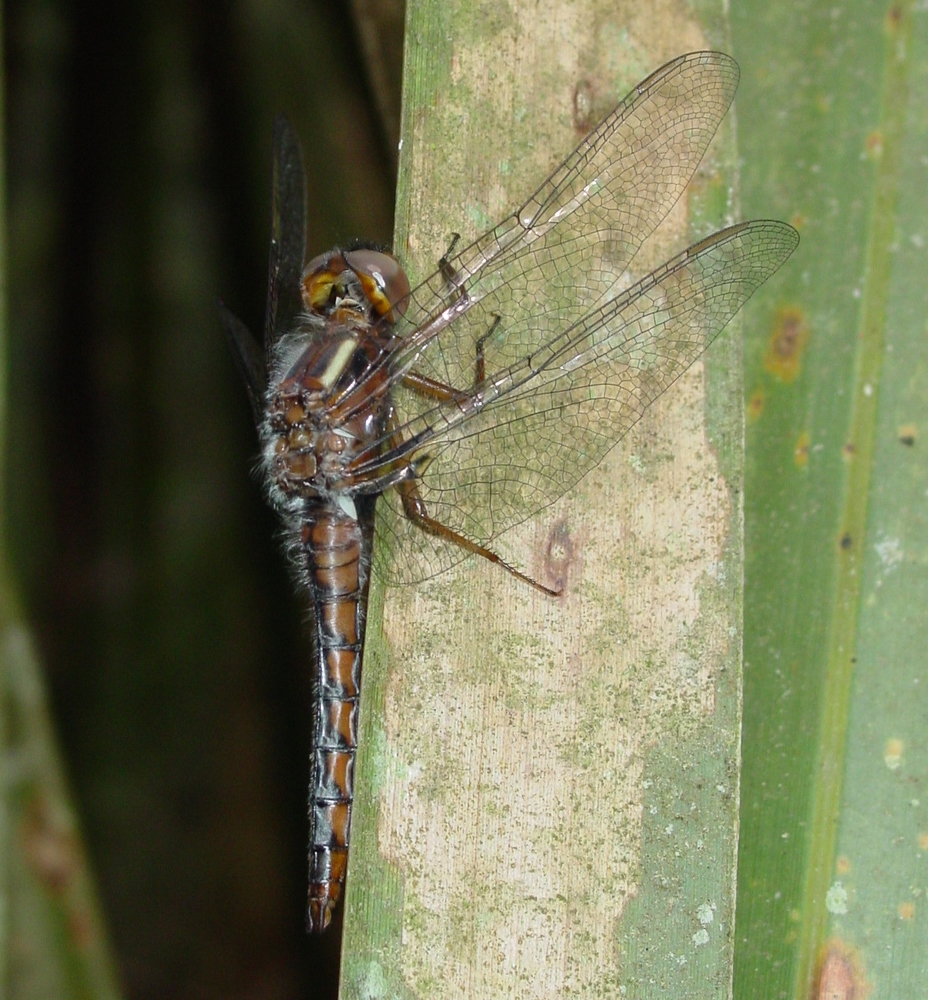
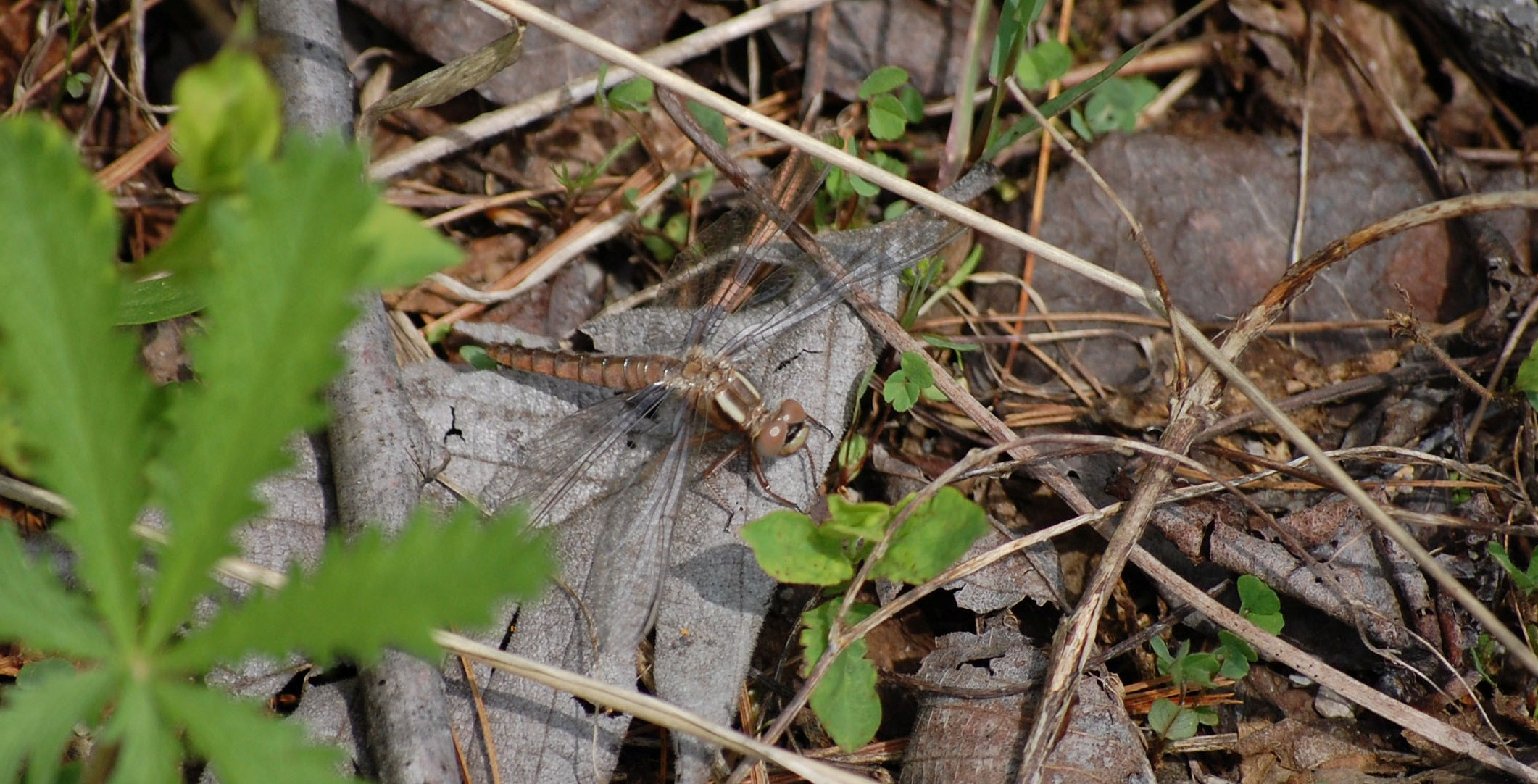